# 新赫里霍里夫斯凯
47°32′56″N 33°30′13″E / 47.54889°N 33.50361°E
新赫里霍里夫斯凯（烏克蘭語：Новогригорівське）是位於烏克蘭南部的村莊，由赫爾松州貝里斯拉夫區的維索科皮利亞市鎮負責管轄。該村始建於1884年，面積5.91平方公里，海拔高度80米，2001年人口261，人口密度每平方公里44.2人。